# Manuel Barbadillo
Manuel Barbadillo Nocea (Cazalla de la Sierra, provincia de Sevilla, 1929-Málaga, 2003) fue un pintor español.

## Biografía y obra
Formado artísticamente en Sevilla en el estudio de José Arpa Perea, en el que entra como aprendiz en 1941, en el taller del escultor Emilio García Ortiz, donde dibuja y trabaja el modelado en barro entre 1944-47, y en la Escuela de Artes y Oficios (1951-53), expone por primera vez en una colectiva en el Ateneo de Sevilla de la capital hispalense, coincidiendo con la terminación de sus estudios de Derecho (1953-54). 

### Marruecos, 1955 -1959
Desde principios de 1955 hasta marzo de 1957, además de algunos meses entre 1958-59, reside en Marruecos, lugar donde su obra deja de ser figurativa para convertirse en abstracta, en gran parte como consecuencia del fuerte impacto que le produce la civilización del país magrebí. Prolongada hasta 1957-58, la producción figurativa evoluciona, desde los iniciales estudios del natural, primero hacia el impresionismo, y, después, hacia un expresionismo con es-porádicas influencias constructivas que terminará siendo una especie de expresionismo estructurado en el que se subrayan los valores texturales y se asiste a una paulatina eliminación de la perspectiva. 

### Nueva York, 1959 - 1962
Cuando ya entrado el año 1959 se traslade a Nueva York, ciudad en la que vivirá hasta el otoño de 1962, su obra hace ya varios meses que discurre por la senda de la abstracción informalista, al principio dominada por un expresionismo abstracto de gran variedad cromática que, en poco tiempo, verá drásticamente reducido el color hasta derivar en cuadros muy sobrios, monocromos, densos en materia pictórica y de un acentuado carácter experimental. 
Hacia 1960, en correspondencia con el clima artístico de los Estados Unidos, su pintura, agotados los excesos subjetivistas del bienio anterior, entra en una nueva etapa caracterizada por una obra abstracta estructurada, cuyos ecos alcanzan hasta 1963. Esta fase, distinguida por la búsqueda de un lenguaje cada vez más racional y equilibrado, ofrece, junto al contraste entre zonas lisas y texturadas, una creciente esquematización compositiva, finalizando con la presencia dominante de la simetría en las composiciones y el empleo de formas matéricas casi iguales que se repiten cubriendo el lienzo (quizás por influencia del uso del concepto de repetición propio del pop americano). Estas curiosas estructuras de repetición de la pintura de materia que Barbadillo hace en 1962, pueden considerarse, como ha señalado Juan Antonio Aguirre, «el puente de enlace entre sus anteriores obras matéricas y la fase que inmediatamente iniciaría», 

### Abstracción geométrica, desde 1963

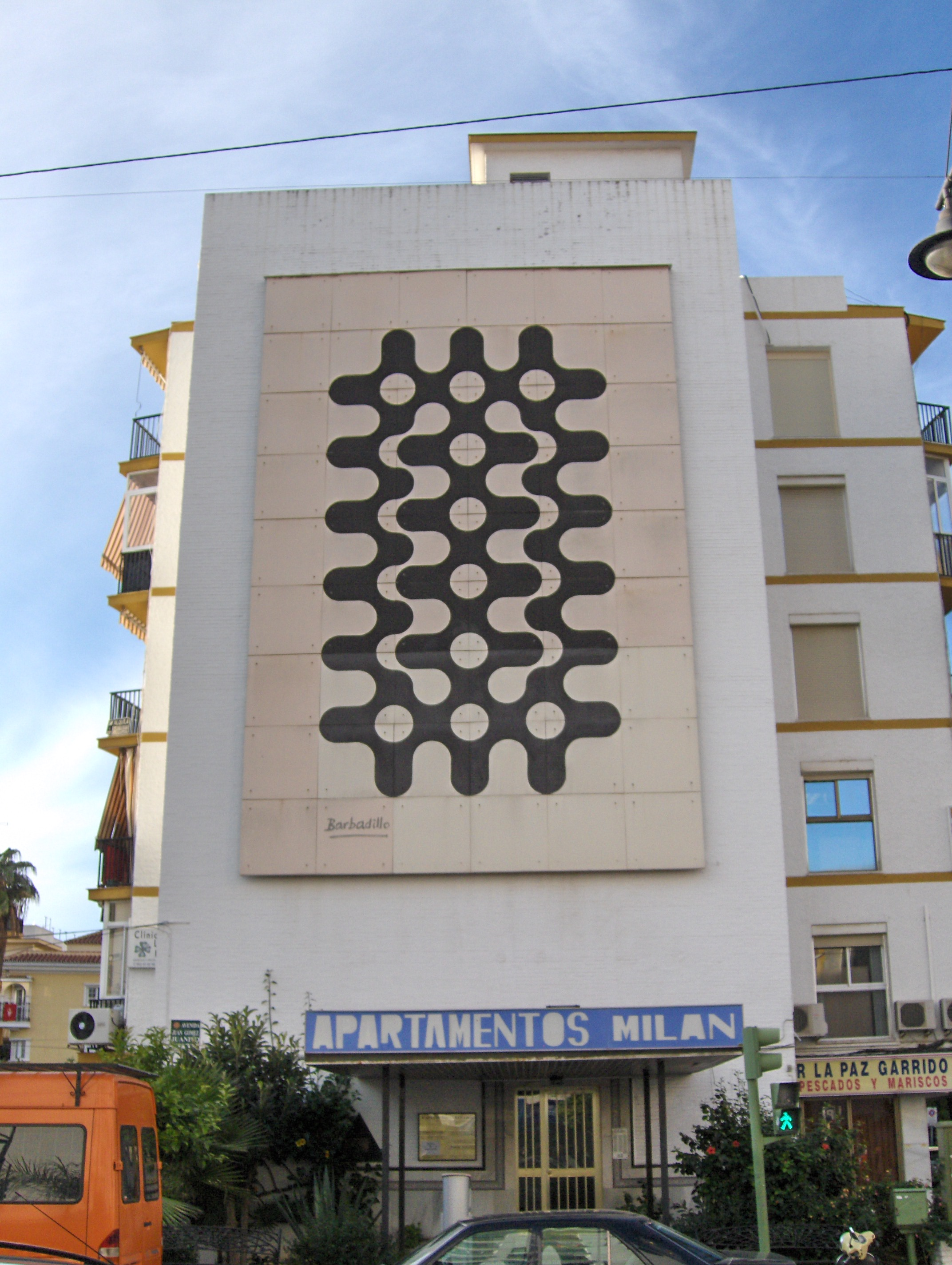
Mural de Barbadillo del Museo Abierto de Fuengirola.

En esta etapa iniciada en 1963 abandonada de manera definitiva la materia, hace una obra abstracta geométrica, generalmente sobre papel o cartulina, de la que lo más destacado es el hallazgo de «una silueta como de media ojiva, que permitiría una estructura menos estática». Además de la eliminación de la materia, el otro avance fundamental de esta etapa, en rigor una fase protomodular, es la correcta comprensión y posterior utilización de la naturaleza binaria de la forma. 
El lenguaje binario será la inesperada solución del impasse en que se hallaba el pintor como consecuencia del sistemático empleo de la redundancia formal. A partir de 1964, con la sustitución del concepto de forma por el de módulo, se inicia el periodo más largo y fructífero de su producción, el de la sintaxis modular, dividido en cuatro etapas hasta la actualidad, según el número de módulos empleados: 

#### Abstracción geométrica, 1ª etapa, 1964-1968
En la primera, comprendida entre 1964-68, el pintor experimenta con un solo módulo, un módulo cuadrado en forma de cuernecillo o U constituido a partir de dos formas básicas, un cuadrado y un cuarto de círculo. Los aspectos más relevantes de la etapa son el problema del ritmo en la organización del cuadro, la creación de macromódulos (por la fusión de módulos adyacentes cuyas zonas blancas o negras coinciden en color en el lado común) y el cuidado en la forma exterior del módulo a fin de posibilitar los giros y los acoplamientos. 

#### (Manuel Barbadillo) Abstracción geométrica, 2ª etapa, 1968-1979
En la segunda etapa (1968-1979), Barbadillo opera con un sistema de cuatro módulos, constituidos por combinaciones de dos formas elementales comunes a los cuatro, esto es, las mismas formas básicas que habían servido para constituir el primer módulo. Aunque el descubrimiento de los tres nuevos módulos tiene lugar después de la primavera de 1968, en realidad la etapa se inicia en el mes de abril de ese año, cuando Barbadillo es invitado a participar en un curso de ordenadores en el Centro de Cálculo de la Universidad de Madrid (CCUM). Su posterior inclusión, desde el primer momento de su creación por Ernesto García Camarero en diciembre del mismo año, en el Seminario de Generación Automática de Formas Plásticas del CCUM, convertirá esta etapa en decisiva, ya que con ella comienza una estrecha relación con la computadora, entendida como herramienta de trabajo, que Barbadillo no abandonará ya nunca.

#### Abstracción geométrica, 3ª etapa, 1979 - 1984

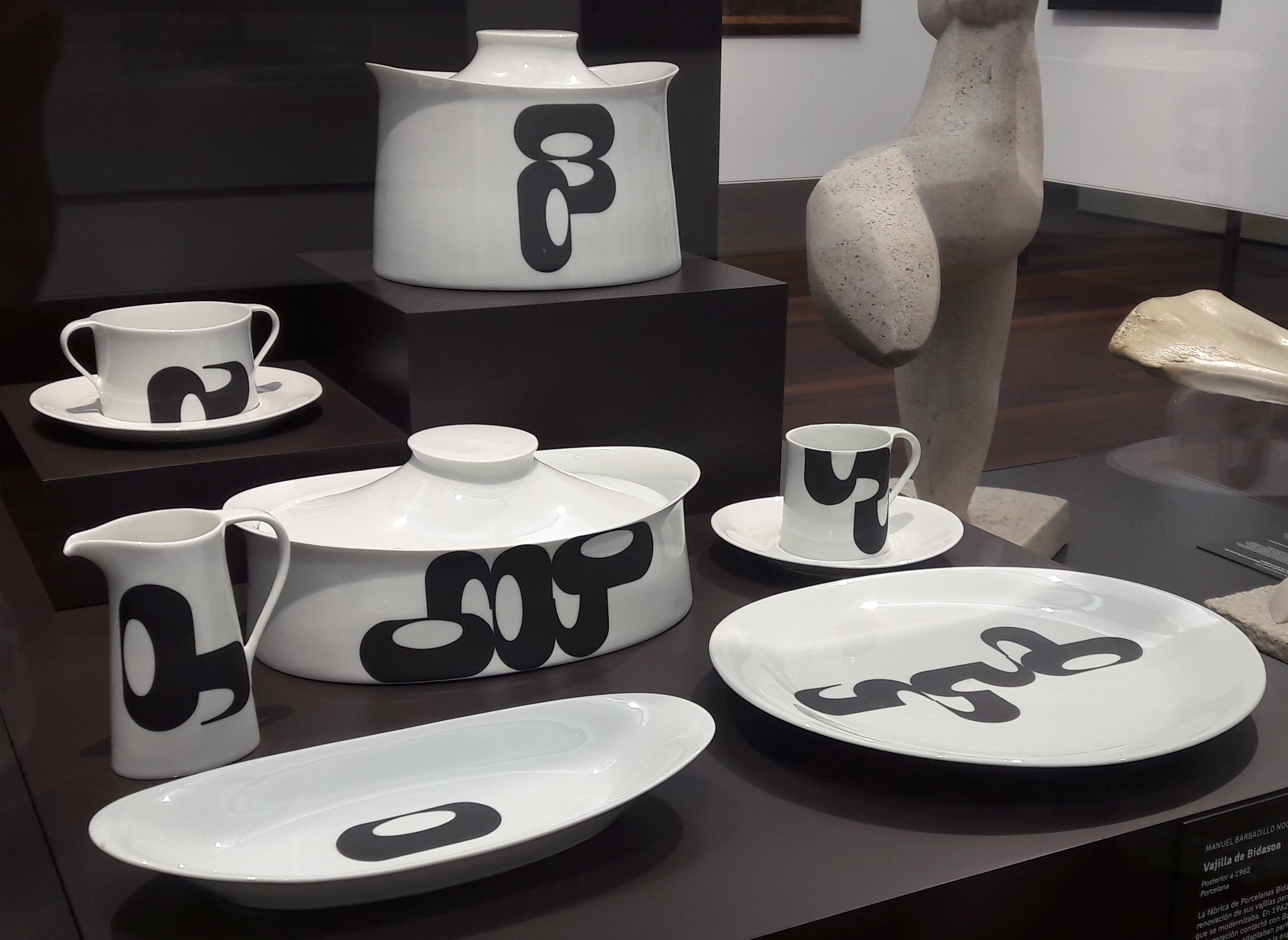
Vajilla de Bidasoa.

A pesar de la enriquecedora experiencia del CCUM, alargada por nuestro autor hasta principios de 1972, la etapa se cerró con una crisis personal, que incluso lo mantuvo alejado durante algún tiempo de la máquina. El comienzo de la tercera etapa (1979-84) viene marcado por la solución satisfactoria de la crisis precedente y el renovado interés en las investigaciones formales, gracias en gran parte a la aparición de los ordenadores personales y la consiguiente autonomía del pintor. Durante ella, primeramente los módulos usados hasta entonces se descomponen en las dos formas simples que los constituían, las cuales operan de modo independiente (giran o invierten sus posturas o su color) sin integrarse en módulos. El posterior reagrupamiento de esas dos formas básicas, terminará concretándose en 1984 en un renovado repertorio de cinco módulos, que producirá unas obras con un carácter más orgánico.

#### Abstracción geométrica, 4ª etapa, desde 1984
La última etapa, iniciada en 1984, comienza con el descubrimiento de dos nuevas formas básicas y cinco nuevos módulos de perfiles idénticos a los anteriores, pero con un círculo del color opuesto en su interior. El sistema modular, por tanto, con el que el pintor ha trabajado hasta el final de su vida, estaba constituido por diez módulos generados a partir de cuatro formas básicas. Fascinado hacia 1963-64 por la lectura del libro Cibernética y sociedad, de Norbert Wiener, el esencial carácter cibernético de la obra modular de Barbadillo no está tanto en el uso de la máquina, cuanto en el soporte teórico y en la concepción cibernética del mundo que encierra. El primero se manifiesta en el automatismo de los módulos para constituir macromódulos, en la facultad de retroalimentación, cuya consecuencia es la autorregulación, y en la enorme capacidad combinatoria de los módulos. En cuanto a la imagen cibernética del mundo, se fundamenta tanto en la aceptación de la existencia de un universo contingente, como en la admisión de la existencia de enclaves organizados que resisten a la tendencia general a la entropía y potencian a su vez la organización del cosmos.

### Exposiciones y museos
Autor de varios textos imprescindibles para acercarse a su obra  —entre los que sobresale, por la armoniosa unión de rigor analítico y hermosura poética, el titulado Tambores y computadoras (1983)—, Barbadillo ha sido miembro hasta su desaparición de la Computer Arts Society, ha formado parte del Consejo Artístico de la Gesellschaft für Computer Grafik und Computer Kunst, de Múnich, ha expuesto individualmente en Sevilla, Tánger, Tetuán, Melilla, Málaga, Madrid, Barcelona, Bilbao, Buenos Aires, Caracas, Filadelfia, Berlín y Nueva York, así como en gran número de exposiciones colectivas en España, Estados Unidos, Canadá, Bélgica, Francia, Brasil, Croacia, Reino Unido, Austria, México y Japón. Su obra está representada en numerosas colecciones públicas y privadas de Europa y América, y en España, entre otras, en el Centro de Arte Reina Sofía y en el Centro Andaluz de Arte Contemporáneo.